# Mihovil Španja
Mihovil Španja (20 de abril de 1984) es un deportista croata que compitió en natación adaptada. Ganó cuatro medallas de bronce en los Juegos Paralímpicos de Verano en los años 2004 y 2012.

## Palmarés internacional
| Juegos Paralímpicos | Juegos Paralímpicos   | Juegos Paralímpicos | Juegos Paralímpicos |
| Año                 | Lugar                 | Medalla             | Prueba              |
| ------------------- | --------------------- | ------------------- | ------------------- |
| 2004                | Atenas (Grecia)       | Medalla de bronce   | 100 m espalda S8    |
| 2004                | Atenas (Grecia)       | Medalla de bronce   | 200 m estilos SM8   |
| 2004                | Atenas (Grecia)       | Medalla de bronce   | 400 m libre S8      |
| 2012                | Londres (Reino Unido) | Medalla de bronce   | 100 m espalda S7    |